# Psychotic reaction (album)
Psychotic reaction is het debuut- en enige studioalbum van de Amerikaanse garagerockrockband Count Five. Het album werd in 1966 uitgebracht op Double Shot Records.

## Ontvangst
Count Five belandde dankzij het album in 2016 op de lijst van "40 Greatest One-Album Wonders" van het muziektijdschrift Rolling Stone. Het album piekte op #122 in de Billboard 200. De gelijknamige single deed het beter; die belandde op #5 in de Billboard Hot 100 en in Canada op #3 in de RPM 100. Stewart Mason van AllMusic gaf een lauwe beoordeling van drie op vijf sterren. Hij merkte op dat de titelsong een slechte kopie is van het werk van The Yardbirds. Volgens Mason zou het album vergeten zijn, ware het niet dat de titelsong belandde op het garagerock-verzamelalbum Nuggets: Original artyfacts from the first psychedelic era, 1965–1968. Het verzamelalbum zorgde voor een hernieuwde interesse in de garagerock van de jaren 1960 en daarmee ook voor de muziek van Count Five. Hetzelfde effect werd bereikt door het boek Psychotic reactions and carburetor dung uit 1987 van muziekjournalist Lester Bangs.

## Nummers
| Nr. | Titel                 | Duur |
| --- | --------------------- | ---- |
| 1.  | Double decker bus     | 2:00 |
| 2.  | Pretty big mouth      | 2:07 |
| 3.  | The world             | 2:12 |
| 4.  | My generation         | 2:25 |
| 5.  | She's fine            | 2:12 |
| 6.  | Psychotic reaction    | 2:56 |
| 7.  | Peace of mind         | 2:17 |
| 8.  | They're gonna get you | 2:25 |
| 9.  | The morning after     | 2:55 |
| 10. | Can't get your lovin' | 1:45 |
| 11. | Out in the street     | 2:25 |

## Personeel

### Bezetting
- John Byrne (zang, gitaar)
- Kenn Ellner (zang, tamboerijn, mondharmonica)
- John Michalski (gitaar)
- Roy Chaney (bas)
- Craig Atkinson (drums)